# Onklou
Onklou ist ein Arrondissement im Département Donga im westafrikanischen Staat Benin. Es ist eine Verwaltungseinheit, die der Gerichtsbarkeit der Kommune Djougou untersteht.

## Demografie und Verwaltung
Gemäß der Volkszählung 2013 des beninischen Statistikamtes INSAE hatte das Arrondissement 24.153 Einwohner, davon waren 12.170 männlich und 11.983 weiblich.
Von den 122 Dörfern und Quartieren der Kommune Djougou entfallen acht auf Onklou:
1. Bakou
2. Danogou
3. Daringa
4. Gorobani
5. Issamanga
6. Onklou Pahanoun
7. Onklou Saoupèhoun
8. Wèwè